# نيكولا ميتروفيتش
نيكولا ميتروفيتش (بالصربية: Никола Митровић)‏ هو لاعب كرة قدم صربي في مركز الوسط، ولد في 2 يناير 1987 في كروشيفاتس في صربيا. شارك مع منتخب صربيا لكرة القدم. أما مع النوادي، فقد لعب مع نابريداك كروشيفاتس ونادي أويبست ونادي بارتيزان ونادي فولغا نيجني نوفغورود ونادي مكابي تل أبيب ونادي مول فيهيرفار.

## وصلات خارجية
- نيكولا ميتروفيتش على موقع الاتحاد الأوربي (الإنجليزية)
- نيكولا ميتروفيتش على موقع قاعدة بيانات كرة القدم.إي يو (الإنجليزية)
- نيكولا ميتروفيتش على موقع ناشيونال فوتبول تيمز (الإنجليزية)
- نيكولا ميتروفيتش على موقع Soccerway.com (الإنجليزية)
- نيكولا ميتروفيتش على موقع عالم كرة القدم.نت (الإنجليزية)
- نيكولا ميتروفيتش على موقع AS.com (الإسبانية)